# Institut national des sciences appliquées de Strasbourg

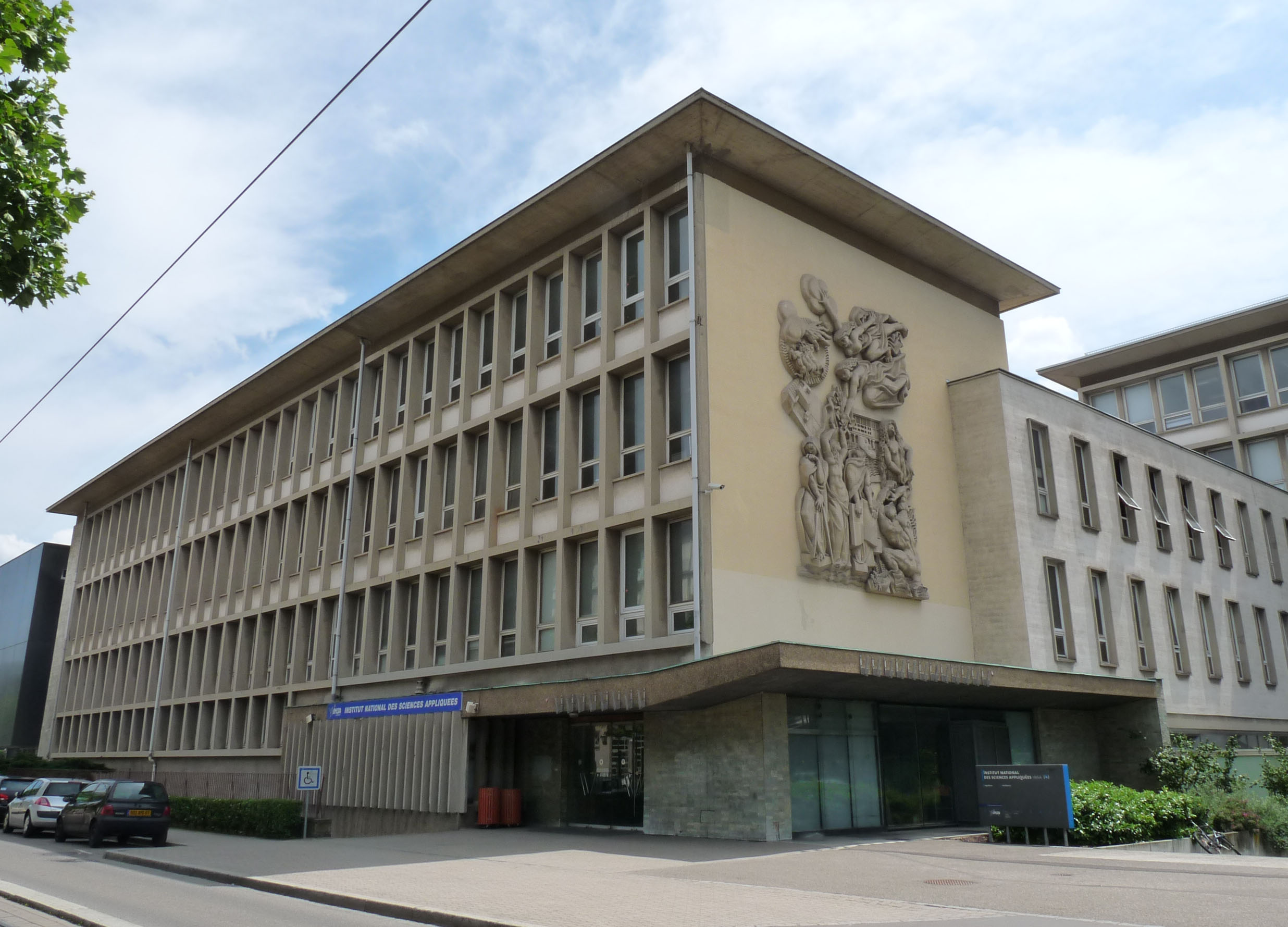
Edifício sede do INSA

O Institut national des sciences appliquées de Strasbourg (em Português, Instituto nacional das ciências aplicadas de Estrasburgo) é uma escola de engenheiros e de arquitetos, situada em Estrasburgo. Ela foi fundada em 2 de janeiro de 1875 com o nome de Technische Winterschule für Wiesenbautechniker. Em 2003, passou a fazer parte da rede INSA, recebendo então seu nome atual.